# Lorraine Ugen
Lorraine Ugen (ur. 22 sierpnia 1991 w Londynie) – brytyjska lekkoatletyka specjalizująca się w skoku w dal; okazjonalnie biegająca sprinty.
Nie przebrnęła przez kwalifikacje podczas juniorskich mistrzostw Europy (2009) i mistrzostw świata (2010). W 2011 spaliła wszystkie trzy finałowe próby podczas młodzieżowego czempionatu Europy w Ostrawie. Dwa lata później, na tej samej imprezie, nie przystąpiła do konkursu finałowego. W tym samym roku bez powodzenia startowała na mistrzostwach świata w Moskwie. Dwa lata później zajęła 5. miejsce podczas światowego czempionatu w Pekinie. Brązowa medalistka halowych mistrzostw świata w Portland (2016). Odpadła w eliminacjach mistrzostw Europy w Amsterdamie. Zdobywczyni srebrnego medalu na halowych mistrzostwach Europy w Belgradzie (2017).
Medalistka mistrzostw Wielkiej Brytanii oraz reprezentantka kraju w meczach międzypaństwowych. Stawała na najwyższym stopniu podium mistrzostw NCAA.
Rekordy życiowe: stadion – 7,05 (1 lipca 2018, Birmingham); hala – 6,97 (5 marca 2017, Belgrad) były rekord Wielkiej Brytanii.

## Osiągnięcia
| Rok  | Impreza                        | Miejsce        | Lokata            | Wynik | Reprezentacja |
| ---- | ------------------------------ | -------------- | ----------------- | ----- | ------------- |
| 2009 | Mistrzostwa Europy juniorów    | Nowy Sad       | el. – 21. miejsce | 5,85  | GBR           |
| 2010 | Mistrzostwa świata juniorów    | Moncton        | el. – 17. miejsce | 5,56  | GBR           |
| 2011 | Młodzieżowe mistrzostwa Europy | Ostrawa        | –                 | NM    | GBR           |
| 2013 | Młodzieżowe mistrzostwa Europy | Tampere        | –                 | DNS   | GBR           |
| 2013 | Mistrzostwa świata             | Moskwa         | el. –             | NM    | GBR           |
| 2014 | Igrzyska Wspólnoty Narodów     | Glasgow        | 5. miejsce        | 6,39  | ENG           |
| 2015 | Mistrzostwa świata             | Pekin          | 5. miejsce        | 6,85  | GBR           |
| 2016 | Halowe mistrzostwa świata      | Portland       | 3. miejsce        | 6,93  | GBR           |
| 2016 | Mistrzostwa Europy             | Amsterdam      | el. – 18. miejsce | 6,33  | GBR           |
| 2016 | Igrzyska olimpijskie           | Rio de Janeiro | 11. miejsce       | 6,58  | GBR           |
| 2017 | Halowe mistrzostwa Europy      | Belgrad        | 2. miejsce        | 6,97  | GBR           |
| 2017 | Mistrzostwa świata             | Londyn         | 5. miejsce        | 6,72  | GBR           |
| 2018 | Mistrzostwa Europy             | Berlin         | 9. miejsce        | 6,45  | GBR           |
| 2018 | Igrzyska Wspólnoty Narodów     | Gold Coast     | 4. miejsce        | 6,69  | ENG           |
| 2018 | Igrzyska Wspólnoty Narodów     | Gold Coast     | 1. miejsce        | 42,46 | ENG           |
| 2021 | Igrzyska olimpijskie           | Tokio          | el. – 28. miejsce | 6,05  | GBR           |
| 2022 | Halowe mistrzostwa świata      | Belgrad        | 3. miejsce        | 6,82  | GBR           |
| 2022 | Mistrzostwa świata             | Eugene         | 10. miejsce       | 6,53  | GBR           |
| 2022 | Igrzyska Wspólnoty Narodów     | Birmingham     | 5. miejsce        | 6,60  | ENG           |